# Los Nicolases
Los Nicolases es una localidad del estado mexicano de Guanajuato. Es parte del municipio de Guanajuato.

## Demografía
| Gráfica de evolución demográfica |
|                                  |

| Censo | Población |
| ----- | --------- |
| 1921  | 112       |
| 1930  | 97        |
| 1940  | 190       |
| 1950  | 234       |
| 1960  | 307       |
| 1970  | 360       |
| 1980  | 680       |
| 1990  | 972       |
| 2000  | 1 231     |
| 2010  | 1 481     |
| 2020  | 1 300     |